# Tiêu Mỹ Cầm
Tiêu Mỹ Cầm (Hsiao Bi-khim, tiếng Trung: 蕭美琴; bính âm: Xiāo Měiqín; Wade–Giles: Hsiao1 Mei3-ch'in2; Bạch thoại tự: Siau Bí-khîm; tên khai sinh Bi-khim Louise Hsiao vào ngày 7 tháng 8 năm 1971) là một nhà chính trị và ngoại giao người Đài Loan và là Phó Tổng thống đắc cử của Trung Hoa Dân Quốc. Bà từng là thành viên của Lập pháp viện trong giai đoạn 2002-2008 và 2012-2020 và Đại diện Đài Loan tại Hoa Kỳ từ năm 2020-2023. Vào tháng 11 năm 2023, Đảng Dân chủ Tiến bộ (DPP) đề cử bà làm ứng cử viên phó tổng thống trong cuộc bầu cử tổng thống cùng với ứng cử viên tổng thống Lại Thanh Đức.
Tiêu Mỹ Cầm sinh tại Nhật Bản, lớn lên tại Đài Nam, Đài Loan, sau đó chuyển đến Hoa Kỳ. Bà tốt nghiệp Đại học Oberlin vào năm 1993 và nhận bằng thạc sĩ khoa học chính trị từ Đại học Columbia vào năm 1995.
Bà là thành viên của Đảng Dân chủ Tiến bộ và là một nhân vật quan trọng trong nhóm phụ trách chính sách đối ngoại của Đảng này. Trước đó bà từng là phó chủ tịch của Quốc tế Tự do.

## Đầu đời và giáo dục
Tiêu Mỹ Cầm sinh tại Kōbe, Nhật Bản, có cha là người Đài Loan (Tiêu Thanh Phân 蕭清芬) và mẹ là người Mỹ (Peggy Cooley). Bà lớn lên tại Đài Nam, Đài Loan, khi lớn lên bà nói tiếng Quan thoại, Phúc Kiến và Anh, được nuôi dưỡng trong một gia đình Trưởng lão. Bà chuyển đến Hoa Kỳ ở độ tuổi thiếu niên và tốt nghiệp Trường trung học Montclair tại Montclair, New Jersey. Bà có bằng cử nhân về nghiên cứu Đông Á tại Đại học Oberlin và nhận bằng thạc sĩ về khoa học chính trị tại Đại học Columbia.

## Sự nghiệp chính trị
Tiêu Mỹ Cầm hoạt động tích cực tại văn phòng đại diện Đảng Dân chủ Tiến bộ tại Hoa Kỳ, giữ vai trò là một điều phối viên hoạt động. Khi trở về Đài Loan, bà trở thành giám đốc sự vụ quốc tế của Đảng và đại diện cho đảng tại nhiều hội nghị quốc tế khác nhau trong hơn một thập niên.
Sau khi Trần Thủy Biển nhậm chức tổng thống Trung Hoa Dân Quốc vào năm 2000, Tiêu Mỹ Cầm làm thông dịch viên và cố vấn cho ông trong gần hai năm. Việc bà giữ hai quốc tịch là Hoa Kỳ và Trung Hoa Dân Quốc (Đài Loan) trong khi đang giữ một chức vụ trong chính phủ đã trở thành một vấn đề tranh luận, và bà từ bỏ quốc tịch Hoa Kỳ vào năm 2002 theo yêu cầu của Luật Việc làm công vụ viên được thông qua năm 2000.

### Sự nghiệp lập pháp
Vào tháng 1 năm 2001, Tiêu Mỹ Cầm tuyên bố ý định tranh cử Lập pháp viện để giành tư cách là thành viên bổ sung đại diện cho các khu vực bầu cử hải ngoại, dẫn lý do là bà có kinh nghiệm trong quan hệ quốc tế. Bà được bầu vào tháng 12 cùng năm.
Trong bầu cử vào tháng 12 năm 2004, Tiêu Mỹ Cầm được bầu lại vào Lập pháp viện, trong tư cách là đại diện cho khu vực bầu cử số 1 của Đài Bắc, bao gồm các quận phía bắc. Khi là một nhà lập pháp, bà phục vụ trong Ủy ban Ngoại giao và Kiều vụ, Ủy ban Trình tự và Ủy ban Kỷ luật.
Bà hoạt động về một số vấn đề trong cơ quan lập pháp, đặc biệt là nữ quyền, quyền của người nước ngoài tại Đài Loan và các quyền con người khác. Bà ủng hộ việc sửa đổi luật quốc tịch để cho phép các cá nhân khi sinh ra có cha hoặc mẹ mang quốc tịch Trung Hoa Dân Quốc cũng có thể yêu cầu quốc tịch Trung Hoa Dân Quốc bất kể độ tuổi, và cũng đề xuất và đồng bảo trợ các bản sửa đổi về Đạo luật Di trú nhằm chống phân biệt đối xử và chống bạo lực gia đình. Bà cũng là người đề xướng quyền động vật, đề xuất các bản sửa đổi về Đạo luật Bảo vệ Động vật, và cũng thúc đẩy việc thông qua Đạo luật Ngăn chặn quấy rối tình dục vào tháng 1 năm 2005.
Vào tháng 5 năm 2005, Tiêu Mỹ Cầm đại diện cho Đảng Dân chủ Tiến bộ trong đại hội thường niên của Quốc tế Tự do tại Sofia, Bulgaria, tại đó bà được bầu làm phó chủ tịch của tổ chức. Bà cáo buộc rằng bản thân và các đại biểu khác của Đảng mình đã bị theo dõi trong suốt chuyến thăm Bulgaria, bởi hai người không rõ danh tính do đại sứ quán Trung Quốc tại Sofia cử đi.
Cùng tháng đó, bà cũng bắt đầu chiến dịch khuyến khích người hâm mộ bóng chày Đài Loan viết e-mail cho New York Yankees để yêu cầu họ giữ cầu thủ giao bóng người Đài Loan Vương Kiến Dân 王建民 tại cấp major league.
Tiêu Mỹ Cầm là một trong những nhà lập pháp của Đảng Dân chủ Tiến bộ bị một số người ủng hộ đảng này nhắm tới với lý do không đủ trung thành, có một chương trình phát thanh ủng hộ độc lập gọi bà là " Trung Quốc Cầm" (中國琴) vào tháng 3 năm 2007, cáo buộc rằng bà thân thiết với phái "Tân triều lưu" cũ của Đảng. Bà được một số thành viên khác trong Đảng bảo vệ, nhưng không được Đảng đề cử tái tranh cử trong bầu cử Lập pháp viện vào tháng 1 năm 2008,  một số người cho rằng điều này là kết quả từ cuộc tranh cãi đó.
Tiêu Mỹ Cầm rời Lập pháp viện sau khi hết nhiệm kỳ vào ngày 31 tháng 1 năm 2008. Bà là người phát ngôn cho chiến dịch tranh cử tổng thống không thành công của Tạ Trường Đình vào năm 2008. Bà cũng là phó chủ tịch của Quỹ trao đổi Đài Loan-Tây Tạng, thành viên ban quản trị của Quỹ Dân chủ Đài Loan, thành viên ban điều hành của Liên minh Tự do và Dân chủ Châu Á, và là thành viên sáng lập Hiệp hội Thể thao Phụ nữ Đài Loan.
Từ năm 2010, Tiêu Mỹ Cầm dành một thập niên đại diện cho Đảng Dân chủ Tiến bộ tại huyện Hoa Liên, đây là một khu vực bảo thủ ủng hộ mạnh mẽ Quốc dân Đảng. Cùng năm 2010, bà thua trong một cuộc bầu cử phụ, nhưng được cho là đã phá vỡ vị thế vững chắc của Quốc dân Đảng tại đây. Sau đó, bà thành lập văn phòng tại Hoa Liên, tiếp tục đi lại hàng tuần giữa Đài Bắc và Hoa Liên.
Tiêu Mỹ Cầm trở lại Lập pháp viện vào tháng 2 năm 2012, được bầu theo danh sách đảng. Năm 2016, bà kế nhiệm Vương Đình Thăng làm nghị viên lập pháp đại diện cho huyện Hoa Liên. Vào năm 2018, một chiến dịch bãi nhiệm được tổ chức nhằm chống lại bà, với lý do bà ủng hộ mạnh mẽ hợp pháp hóa hôn nhân đồng giới, nhưng không thành công. Bà không chịu khuất phục trước áp lực, tiếp tục lên tiếng mạnh mẽ cho Hualien Pride. Vào tháng 8 năm 2019, bà nhận được đề cử của Đảng Dân chủ Tiến bộ để tranh cử một nhiệm kỳ nữa đại diện cho huyện Hoa Liên. Bà thất cử trước Phó Côn Kì trong bầu cử lập pháp viện vào năm 2020.

### Sự nghiệp ngoại giao
Tiêu Mỹ Cầm rời khỏi Lập pháp viện sau khi kết thúc nhiệm kỳ vào năm 2020, sau đó được bổ nhiệm làm cố vấn cho Hội đồng An ninh Quốc gia vào tháng 3 năm 2020. Tháng 6 năm đó, bà được bổ nhiệm làm đại diện của Đài Loan tại Hoa Kỳ, kế nhiệm Cao Thạc Thái và là người phụ nữ đầu tiên đảm nhận vai trò này. Bà tuyên thệ nhậm chức vào ngày 20 tháng 7 năm 2020.
Tiêu Mỹ Cầm được mời chính thức và đến tham dự lễ nhậm chức của Tổng thống Hoa Kỳ Joe Biden vào ngày 20 tháng 1 năm 2021. Đây là lần đầu tiên đại diện của Đài Loan tại Hoa Kỳ chính thức tham dự lễ nhậm chức tổng thống Hoa Kỳ, kể từ khi Hoa Kỳ cắt đứt quan hệ ngoại giao với Đài Loan vào năm 1979. Đứng trước Điện Capitol tại lễ nhậm chức, bà nói "Dân chủ là ngôn ngữ chung của chúng ta và tự do là mục tiêu chung của chúng ta".
Vào ngày Quốc khánh Trung Hoa Dân Quốc năm 2021, Tiêu Mỹ Cầm thực hiện nghi thức giao bóng đầu tiên trước một trận đấu của New York Mets, kỷ niệm ngày Mets Đài Loan hàng năm lần thứ 16.

### Trở về Đài Loan
Vào ngày 20 tháng 11 năm 2023, ứng cử viên tổng thống của Đảng Dân chủ Tiến bộ là Lại Thanh Đức chính thức chỉ định Tiêu Mỹ Cầm là ứng cử viên phó tổng thống của mình trong bầu cử tổng thống năm 2024.

## Đời tư
Vào tháng 11 năm 2000, tạp chí lá cải địa phương The Journalist tuyên bố sai rằng Phó Tổng thống Lã Tú Liên từng nói Tiêu Mỹ Cầm ngoại tình với Tổng thống Trần Thủy Biển. Không có bằng chứng ủng hộ tuyên bố này, và Lã Tú Liên đã kiện tạp chí về tội phỉ báng tại tòa án dân sự. Tạp chí cuối cùng được lệnh phải xin lỗi và đính chính thừa nhận rằng họ đã bịa đặt câu chuyện.
Trong sự nghiệp chính trị của mình, Tiêu Mỹ Cầm và các nhà lập pháp Trịnh Lệ Quân 鄭麗君 và Khâu Nghị Oánh 邱議瑩 có biệt danh là "S.H.E của DPP." Bà là người ủng hộ lâu năm về bình đẳng giới và quyền LGBT tại Đài Loan.
Bà là một người yêu mèo, và vào tháng 7 năm 2020 cho biết dự định mang theo 4 con mèo của mình khi chuyển đến Mỹ với tư cách là đại diện của Đài Loan tại nước này. Trên tư cách là phái viên của Đài Loan, bà nói rằng bà sẽ chống lại chính sách ngoại giao chiến lang của Trung Quốc bằng nhãn hiệu ngoại giao "chiến binh mèo" của riêng mình.

## Trừng phạt
Vào ngày 17 tháng 8 năm 2022, sau khi Chủ tịch Hạ viện Hoa Kỳ Nancy Pelosi đến thăm Đài Loan vào ngày 2–3 tháng 8, Trung Quốc đưa bảy quan chức Đài Loan vào danh sách đen, trong đó có Tiêu Mỹ Cầm, với cáo buộc ủng hộ Đài Loan độc lập. Theo đó họ bị cấm nhập cảnh Trung Quốc đại lục cùng Hồng Kông và Ma Cao, đồng thời hạn chế họ làm việc với các quan chức Trung Quốc. Tờ báo nhà nước Trung Quốc Thời báo Hoàn Cầu gọi bà và sáu quan chức còn lại là "những kẻ ly khai ngoan cố".
Vào tháng 4 năm 2023, Tiêu Mỹ Cầm bị Trung Quốc trừng phạt lần thứ hai sau cuộc gặp giữa Tổng thống Thái Anh Văn và Chủ tịch Hạ viện Hoa Kỳ Kevin McCarthy tại Hoa Kỳ. Lệnh trừng phạt thứ hai còn bao gồm việc ngăn chặn các tổ chức và cá nhân Trung Quốc đại lục hợp tác với các nhà đầu tư và công ty liên quan đến cá nhân bị trừng phạt.